# Lucilia purpurascens
Lucilia purpurascens är en tvåvingeart som först beskrevs av Walker 1836.  Lucilia purpurascens ingår i släktet Lucilia och familjen spyflugor. Inga underarter finns listade i Catalogue of Life.